# Pakarana
Die Pakarana (Dinomys branickii) ist eine große südamerikanische Nagetierart und der einzige lebende Vertreter der Dinomyidae. Der Name bedeutet in der Sprache der Tupí-Indianer „Falsche Paka“ und spielt auf die Ähnlichkeiten mit den Pakas (Cuniculus) an.

## Verbreitung
Pakaranas leben in Wäldern im nördlichen Südamerika in den Ausläufern der Anden. Ihr Verbreitungsgebiet reicht von Kolumbien und Venezuela bis Peru und Bolivien.

## Beschreibung
Pakaranas gehören nach den Capybaras zu den größten lebenden Nagetieren Südamerikas. Sie haben einen massiven Körper und einen auffallend großen und breiten Kopf. Die Ohren sind klein und rund, die Augen relativ groß. Die Schnurrhaare sind oft länger als der Kopf. Ihr Fell ist an der Oberseite schwarzbraun gefärbt, zwei Streifen weißer Flecken ziehen sich den Rücken entlang, zwei kürzere Streifen finden sich an den Flanken. Die Unterseite ist heller gefärbt. Pakaranas sind Sohlengänger, die Füße enden jeweils in vier Zehen, die mit großen Grabkrallen ausgestattet sind. Die Kopfrumpflänge dieser Tiere liegt zwischen 73 und 80 Zentimetern, der dicke Schwanz erreicht rund ein Viertel dieser Länge (rund 20 Zentimeter). Sie erreichen ein Gewicht von 10 bis 15 Kilogramm.

## Lebensweise
Pakaranas leben in Regenwäldern am Fuß der Anden in einer Höhe von bis zu 3000 Metern. Sie sind in erster Linie Bodenbewohner, obwohl sie gut klettern können. Trotz ihrer Grabkrallen dürften sie selten Baue graben, sondern bevorzugen natürliche Felsspalten oder erhöhte Positionen als Ruheplätze. Sie dürften generell nachtaktiv sein und einzeln oder in Paaren zusammenleben. Diese Tiere kommunizieren mit einer Reihe von Lauten, dazu zählen das Trampeln mit den Füßen, das Klappern mit den Zähnen und verschiedene Zisch- und Heullaute. In Gefangenschaft gelten sie als sehr friedfertige Tiere.

## Nahrung
Pakaranas verzehren vorwiegend Früchte, Blätter und Pflanzenstängel. Zum Fressen setzen sie sich auf die Hinterbeine und nehmen die Nahrung mit den Vorderpfoten auf.

## Fortpflanzung
Über die Fortpflanzung der Pakaranas ist wenig bekannt. Nach einer Tragzeit von 220 bis 280 Tagen bringt das Weibchen ein oder zwei Jungtiere zur Welt. Man weiß nicht, wann Jungtiere entwöhnt oder geschlechtsreif werden. Tiere in Gefangenschaft haben des Öfteren ein Alter über 10 Jahre erreicht, das höchste bekannte Alter war 13 Jahre.

## Pakaranas und Menschen
Pakaranas sind scheue, zurückgezogen lebende Tiere, über deren Lebensweise man immer noch sehr wenig weiß. Erst 1873 wurde die Art wissenschaftlich beschrieben, und mehrmals galt sie schon als beinahe ausgestorben. Höchstwahrscheinlich gehen die Bestände aufgrund der Vernichtung ihres Lebensraumes oder der Bejagung ihres Fleisches wegen zurück; nach anderen Meinungen sind Pakaranas häufiger als befürchtet, wegen ihrer zurückgezogenen Lebensweise werden sie nur selten gesichtet. Die IUCN listet die Art als nicht gefährdet (least concern, Stand 2016), in früheren Jahren wurde sie allerdings auch schon als stark gefährdet (endangered) eingestuft. Pakaranas wurden nur selten in europäischen Zoos gehalten; seit 1993 gibt es jedoch in Europa keine Haltung mehr. Die Zucht gelang 1971 und 1978 im Zoo Zürich.
Der wissenschaftliche Gattungsname beruht genau wie bei Dinosauriern auf dem altgriechischen Wort δεινός deinós (schrecklich, gewaltig), das mit mys (Maus) ergänzt ist. Der Artzusatz ehrt den polnischen Adligen Hieronim Florian Raziwill Konstanty – Graf von Branicki.

## Systematik
Pakaranas sind heute die einzigen lebenden Vertreter der Dinomyidae, zahlreiche ausgestorbene Gattungen sind jedoch seit dem Oligozän aus Südamerika bekannt. Mit Josephoartigasia monesi, Phoberomys pattersoni und Telicomys giganteus zählen die größten Nagetiere, die jemals gelebt haben, zu dieser Gruppe.